# Qali Warma
El Programa Nacional de Alimentación Escolar del Ministerio de Desarrollo e Inclusión Social, llamado también Qali Warma (del quechua «niño vigoroso»), fue un programa social que se encarga de la alimentación de menores de edad que son alumnos de instituciones educativas públicas de todo el Perú.
Inició oficialmente operaciones en 2011. En 2024, se reestructuró bajo el nombre de Programa Nacional de Alimentación Escolar y Comunitaria, llamado también como Wasi Mikuna, tras un escándalo revelado ese año. Al año siguiente fue clausurado.

## Historia

### Antecedentes
A fines del siglo XX, la alimentación entregada a la población de bajos recursos era otorgada por la Oficina Nacional de Apoyo Alimentario (ONA) y el Programa de Asistencia Directa (PAD) del Ministerio de la Presidencia. En 1992, durante el gobierno de Alberto Fujimori, se crea el Programa Nacional de Asistencia Alimentaria,  también conocido por su acrónimo PRONAA, que tuvo como objetivo otorgar apoyo alimentario en zonas rurales y urbano marginales las familias y a sus niños menores de edad. El programa también funcionó en paralelo con el Fondo de Cooperación para el Desarrollo Social (FONCODES). 
Por 1996, el programa es transferido al recién creado Ministerio de Promoción de la Mujer y del Desarrollo Humano (PROMUDEH), mientras que en 2011 es trasferido al nuevo Ministerio de Desarrollo e Inclusión Social. El programa tuvo un notable momento de apogeo (1995 - 2010), en la cual se logró el objetivo de disminuir la falta de alimentación en población y niños pobres, e incluso lograron alimentar a alumnos de escuelas públicas con alimentos recordados por el imaginario popular (pan de papa, leche dulce fortificada, atún enlatado, etc). Pero durante esos años, el programa sufrió programas administrativo donde habrían primado la corrupción y los escándalos.

### Fundación
Para 1989, tras varios escándalos de corrupción y el problema de intoxicación de niños en Cajamarca, el presidente de ese entonces Ollanta Humala, decide hacer un cambio radical al programa. Tras ello el programa cambia de rumbo a enfocarse más en la población escolar y se renueva como el Programa Nacional de Alimentación Escolar (Qali Warma) en mayo de 2012 por el Decreto Supremo N° 008-2012-MIDIS, hecho durante el gobierno de Ollanta Humala y el mandato ministerial de Carolina Trivelli, desactivando y reemplazando al PRONAA.

### Reestructuración y cierre
En octubre de 2023 se paralizó la atención del servicio a causa de la distribución de dos millones de tarros, tras revelarse una posible contaminación en 700 toneladas de envases lácteos de la empresa Gloria. Además, el Gobierno anunció su reestructuración. La Asociación de Ganaderos Lecheros del Perú alertó de que se distribuirían otros productos líquidos en reemplazo de la leche durante algunos días.
En 2024, se produjeron casos de intoxicación en Puno y Cajamarca. En noviembre de ese año, el programa dominical Punto final reveló que Frigoinca, una empresa que ha ganado 88.5 millones de soles en contratos con el programa estatal en los últimos meses, habría realizado pagos a un funcionario de la Dirección Regional de Salud de Puno para ocultar la insalubridad de sus productos. En consecuencia, el ministro Julio Demartini prohibió a Frigoinca distribuir sus conservas en el programa social y denunció a los socios de la empresa por el presunto uso de carne de caballo en sus ingredientes. Sin embargo, al finalizar el año, se informó del fallecimiento del fundador de la empresa, Nilo Burga, quien, según sospechaban los familiares, fue amenazado y posteriormente asesinado para silenciarlo. El fallecimiento ocurrió en un hotel que una ex alta funcionaria del gobierno fue copropietaria.
El canal Latina Televisión señaló que el ministro Julio Demartini había contratado a abogados para «desacreditar el trabajo de investigación». Tras esas denuncias, el ministro demandó a los periodistas que destaparon el escándalo.
Entre finales de 2024 e inicios de 2025, el programa pasó a denominarse Wasi Mikuna, pero fue clausurado definitivamente a causa de nuevos casos de intoxicación. En agosto de 2025, parte del desaparecido Qali Warma se acondicionó y pasó a denominarse Programa de Alimentación Escolar, a manos del Ministerio de Educación.

## Descripción

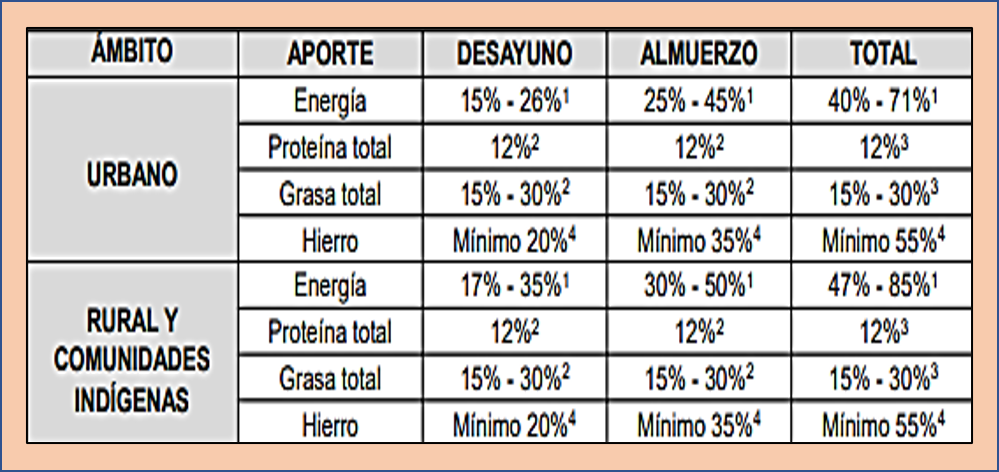
Aportes nutricionales de la porción de Qali Warma.

Qali Warma es un programa centrado en brindar servicio alimentario a niñas y niños de instituciones educativas públicas de zonas rurales y urbanas en todo el Perú, en los niveles de inicial, primario y secundario (de poblaciones indígenas de la Amazonía peruana) en las diferentes modalidades de estudio JEC (Jornada escolar completa) y FAD (Formación a distancia). A fin de contribuir a mejorar la atención de los estudiantes en clases, la asistencia escolar, los hábitos alimenticios y promover la participación y la corresponsabilidad de la comunidad local.
Este programa nace a raíz de los altos niveles de anemia y desnutrición que afecta a los estudiantes de educación básica en el Perú. Inicialmente se reportó como prioridad a los departamentos con los niveles más altos de anemia y desnutrición crónica infantil: Huancavelica, seguido por Loreto, Cajamarca, Ayacucho, Puno, Huánuco, entre otros. Presentándose con mayor incidencia en zonas rurales pobres según un informe del INEI.
La cobertura principal para brindar gratuitamente el servicio está en los escolares de regiones de difícil acceso, quienes caminan varios kilómetros antes de llegar a su institución educativa, en muchos casos sin haber tomado un desayuno nutritivo. Todo ello dificulta en el aprendizaje de los estudiantes, y pone al Perú en los últimos puestos a nivel mundial en educación (puesto 64 de 77 países) según el Informe PISA 2018. En comparación con países de la región, el Perú se encuentra por debajo de Chile, Brasil, Colombia y Argentina.

## Línea de tiempo del proyecto
El programa desde su creación sigue vigente, en beneficio de todos los educandos, aunque hubo algunas denuncias por intoxicación en niños.

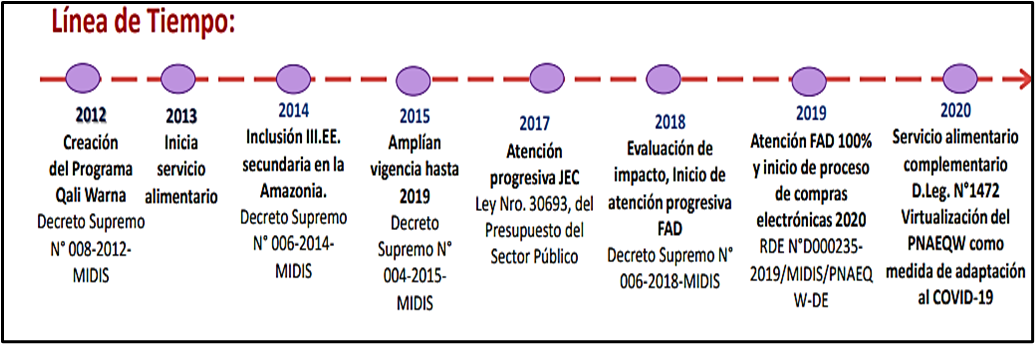
Línea de tiempo del programa.

## Aspecto económico
Qali Warma ha ido recibiendo año tras año un mayor presupuesto. En 2014, el presupuesto asignado fue de 1021 millones de soles, mientras que, en 2018, alcanzó una asignación de 1525 millones de soles y en el 2020 la asignación del presupuesto fue de 1793 millones de soles. Los resultados positivos se han mostrado tanto en la ejecución presupuestal, que mejoró de 93.9 % en 2014 a 99.5 % en 2018, y en la cobertura; en 2014, la proporción de niños y niñas entre los 36 y 59 meses que se beneficiaban del programa fue de 22.07 %; para 2018, la cobertura llegó a 38.44 %. En 2020, tras decretarse la emergencia sanitaria por la pandemia de COVID-19, se facultó a Qali Warma para que brinde servicio alimentario complementario dirigido a personas en situación de vulnerabilidad en todo el país.
Qali Warma distribuyó más de 125 mil toneladas de alimentos en 2020 en todo el territorio peruano brindando servicio alimentario en 1874 distritos, a 4.7 millones de usuarios entre ellos 3,6 millones son estudiantes y 1.1 pobladores vulnerables.
El programa se organiza bajo un modelo de "cogestión", en el cual es necesario de la participación activa y cooperación de diferentes actores de la sociedad civil, tanto del sector público como del privado. La cogestión se divide en tres fases: planificación del menú escolar, el proceso de compra y la gestión del servicio alimentario.
Los desayunos son preparados de consumo inmediato, o envasados industrialmente, elaborados con el aporte nutricional y las especificaciones técnicas aprobadas por el programa y consisten en leche preparado o bebible industrialmente, más galletas, barras de cereal o pan con huevo sancochado. Además, alimentos no perecibles primarios, procesados o industrializados según especificaciones técnicas aprobadas por Qali Warma, que serán empleados por el Comités de Alimentación Escolar (CAE) para la preparación de los alimentos.
El desayuno se compone de leche o mazamorra preparada por el CAE, más pan o un producto preparado por el CAE. El almuerzo está constituido por alimentos no perecibles primarios, preparado por el CAE de la localidad: arroz con menestras, acompañado con huevo o pescado.
En el marco de la emergencia sanitaria los productos fueron recogidos por los padres de familia de los estudiantes, en raciones correspondientes a cada niño matriculado, para que puedan ser preparados en casa. Cumpliendo con todos los protocolos de bioseguridad por la pandemia mundial del COVID 19, lo mismo que obligó a los estudiantes llevar sus clases de manera virtual.